# 鄭家雯
鄭家雯（英語：Jennifer Cheng，1993年1月4日—）香港模特兒、節目主持，曾擔任Nowtv 體育台主持，2016年參選ViuTV選美節目《美選D.n.A》入圍十強。

## 簡歷
鄭家雯於中學時期接觸模特兒工作入行，曾拍攝不同類型品牌廣告及參與跳舞表演及比賽，曾入選電台節目《十人巷》，但後因家庭理由而放棄參與。其後擔任NowTV 體育台《Now Sports Everday》主持，及參與不同類型節目。2016年，誕下長子Kirin，同年參選viuTV選美節目《美選D.n.A》，為節目中唯一一位媽媽參賽者，最後於十強止步，其後活躍於社交媒體及模特兒工作。
鄭家雯於2018年受日本旅遊局邀請，擔任旅遊主持，拍攝一系列Youtube旅遊節目。

## 演出作品

### 電視節目演出（TVB）
- 2011年：《華麗明星賽》參賽者
- 2011年：《登登登對》參賽者

### 電視節目主持（NowTV）
- 2014年：《Now Sports Everyday》主持

### 電視節目演出（ViuTV）
- 2016年：《美選D.n.A》參賽者
- 2016年：《三一如三》
- 2016年：《慳啲啦Honey》嘉賓
- 2016年：《十五分鐘熱度》客席主持